# Pan Ying

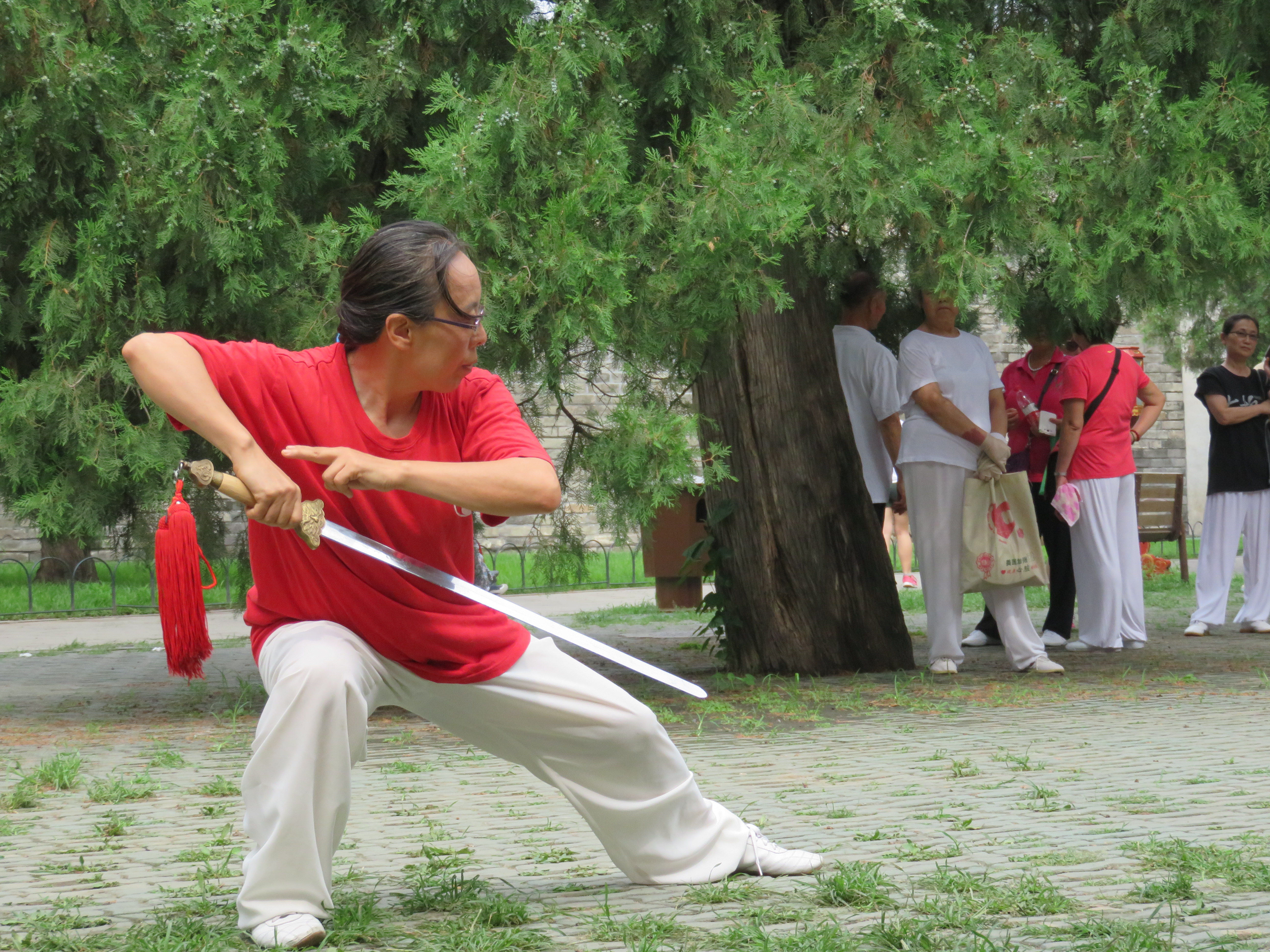
Maestra Pan Ying realizando Taiji Jian en el Parque del Templo del Cielo de Pekín.

Pan Ying (潘英) pertenece a la 4.ª generación de Taichi Chuan del estilo Chen de Pekín. 
Es discípula directa del maestro Tian Qiutian, de quien aprendió Taichi del estilo Chen.
Imparte clases de artes marciales en la Universidad de Deportes de Pekín y en el Parque del Templo del Cielo, entre otros sitios, donde tiene numerosos alumnos.
Es una maestra respetada en Pekín y es miembro activo de la Asociación de Taijiquan del estilo Chen de Pekín, dedicándose por completo a la difusión del estilo Chen.